# Симеони, Джованни
Джованни Симеони (итал. Giovanni Simeoni; 12 июля 1816, Пальяно, Папская область — 14 января 1892, Рим, королевство Италия) — итальянский куриальный кардинал. Титулярный архиепископ Халкидона с 5 марта по 17 сентября 1875. Апостольский нунций в Испании и папский легат a latere с 4 апреля по 17 сентября 1875, апостольский про-нунций в Испании в 1875-1876. Государственный секретарь Святого Престола, префект Священной Конгрегации общих церковных дел, Префект Дома Его Святейшества, Префект Апостольского дворца и администратор имущества Святого Престола с 18 декабря 1876 по 7 февраля 1878. Администратор имущества Святого Престола, префект Префект Священной Конгрегации Пропаганды Веры и Восточных обрядов с 5 марта 1878 по 14 января 1892. Камерленго Священной Коллегии Кардиналов с 27 марта 1885 по 15 января 1886. Кардинал in pectore с 15 марта по 17 сентября 1875. Кардинал-священник с 17 сентября 1875, с титулом церкви Сан-Пьетро-ин-Винколи с 18 декабря 1876.